# La Bobadilla
La Bobadilla, a veces nombrada sin el artículo, es una pedanía de Alcaudete, municipio español de la provincia de Jaén, en la comunidad autónoma de Andalucía, España. Se encuentra a 12 km de Alcaudete, a 13 de Martos, y a unos 37 de Jaén.
Según el INE, en el año 2024 vivían en ella 772 personas, de las que 19 de ellas fuera del casco urbano.

## Economía
La actividad económica principal de la pedanía, al igual que en la mayoría del resto de localidades de la provincia de Jaén, es el cultivo del olivar enfocado a la producción de aceite de oliva. En la pedanía existe una cooperativa de aceite de oliva (la Sociedad Cooperativa Andaluza La Bobadilla) y una almazara privada (Aceites Campiña de Bobadilla S.L.), ambas pertenecientes al Grupo Interóleo.
Asimismo, es notable el peso en la economía local del turismo rural y la hostelería, existiendo en la localidad una vivienda turística de alojamiento rural y un cortijo rural con posibilidad de alojamiento y con salón de celebraciones.

## Demografía
Evolución de la población
| Gráfica de evolución demográfica de La Bobadilla (Alcaudete) entre 2000 y 2020 |
|                                                                                |
| Población de derecho (2000-2024) según el padrón municipal del INE             |

## TopónimoBobadilla
El topónimo Bobadilla, que se repite por la geografía española: Bobadilla (La Rioja), Bobadilla (Granada), Bobadilla (Málaga), etcétera, proviene del término latín Bovatella, que es una derivación de bovis, que significa buey, vaca. Se debe a la existencia en el lugar de dehesas boyales o áreas delimitadas para que apacentara el ganado bovino.

## Uso de nuevas tecnologías pequeñas entidades locales
Desde hace un tiempo, la administración de la Entidad Local Autónoma de La Bobadilla ha implementado una novedosa y práctica aplicación para teléfonos móviles, con el fin de mantener a sus ciudadanos informados al detalle de la actualidad de su núcleo de población.